# Interocrea regalis
Interocrea regalis är en insektsart som först beskrevs av Victor Lallemand 1927.  Interocrea regalis ingår i släktet Interocrea och familjen spottstritar. Inga underarter finns listade i Catalogue of Life.